# Зазулинка
Зазулинка — река в России, протекает по Медынскому району Калужской области. Устье реки находится в 103 км от устья реки Лужи по правому берегу. Длина реки составляет 13 км, площадь водосборного бассейна — 63,2 км². Левые притоки — Щелоковка и Дынка.

## Данные водного реестра
По данным государственного водного реестра России относится к Окскому бассейновому округу, водохозяйственный участок реки — Протва от истока и до устья, речной подбассейн реки — Бассейны притоков Оки до впадения Мокши. Речной бассейн реки — Ока.
Код объекта в государственном водном реестре — 09010100612110000022165.